# Чарльз де Лінт
Чарльз де Лінт (англ. Charles Henri Diederick Hoefsmit de Lint; рід. 22 грудня 1951) — канадський письменник-фантаст. Перш за все відомий за творами у жанрі міської фентезі, заснованого на міських легендах).

## Біографія
Чарльз Де Лінт народився в 1951 році в невеликому голландському містечку Бюссюм. Через чотири місяці після народження Чарльза сім'я де Лінта переїхала до Канади, але і там надовго не затрималася. Де Лінти об'їздили Ліван,  Туреччину, Швейцарію, Голландію, майже всю Північну Америку. Напевно, саме під час цих подорожей майбутній письменник навчився терпимо ставитися до чужої культури, релігії, іншого способу життя.
Головною розвагою Чарльза в підліткові роки стає читання. Серед улюблених книг де Лінта — міфи, казки народів світу, пізніше з'являються імена  Томаса Мелорі Т. Х. Уайта, Дж. Р. Р. Толкіна, Сванна, Андре Нортона, Кліффорда Саймака, Роджера Желязни, Стівена Кінга. А ось улюбленою письменницею залишається маловідома Барбара Кінґсолвер.
Молодий де Лінт мріяв стати музикантом, і одним з головних його захоплень на все життя стала кельтська музика. Тоді, наприкінці 1960-х, етномистецтво було мало популярним і не давало надії на великі заробітки, але Чарльз влаштовується на роботу у звукозаписну компанію, згодом створив невелику групу, починає виступати в нічних клубах. Писав же він тільки для себе — і прозу, і вірші, і музику.

### Початок літературної кар'єри
Літературну кар'єру вирішив випадок. 1975 року твори де Лінта випадково попалися на очі одному з його друзів, і він порадив Чарльзу послати кілька оповідань у невеликий журнальчик. Отриманий гонорар становив «нечувану» суму аж у десять доларів! Але сам факт здавався де Лінту дивним: «Невже хтось готовий платити гроші за те, що для мене просто хобі?!». На жаль, миттєвого дива не сталося. Після першої вдалої публікації — вісім років суцільних відмов, хоча натхненний де Лінт пише роман за романом.
1980 рік стає переломним для творчості де Лінта. Він переносить сюжет своїх творів у міську атмосферу. І справа не тільки в зміні антуражу, проза де Лінта перестала бути фентезійною, — скоріше це «магічний реалізм». За наступний рік де Лінт публікує три романи, тиражі швидко перевалюють за десять тисяч, а разом з ними ростуть і гонорари.
«Я не хочу писати через гроші. Я хочу, щоб мені платили за те, що я пишу», — такий принцип де Лінта. Порушуючи вже створені канони жанрів, Чарльз де Лінт створює новий жанр. Його твори — це міські казки, де в підкреслено урбаністичному світі, у вічно поспішаючому, різноголосому і багатонаціональному місті кінця ХХ століття розгортаються дивовижні й загадкові події. «У цьому якраз вся суть, — каже автор, — поставити міфологічний архетип у сучасні, нарочито реальні обставини. І навпаки — звичайну людину, бажано реаліста і матеріаліста, закинути в підкреслено міфологічну ситуацію». Сам письменник визначає свою творчість як «міфологічну фантазію», синтез реалізму, міфу і народної казки.

### Книги, перекладені на російську мову
- Загадка співаючих каменів, (1984 рік) ( The Riddle of the Wren )
- Місячне серце, (1984 рік) ( Moonheart )
- Джек, переможець велетнів (1987 рік) ( Jack, the Giant Killer )
- Зелена мантія (1988 рік) ( Greenmantle )
- Скуштуй місячного світла (1990 рік) ( Drink Down the Moon )
- Країна мрій (1990 рік) ( The Dreaming Place )
- Маленька країна (1991 рік) ( The Little Country )
- Міські легенди (1993 рік) ( Dreams Underfoot )
- Лезо сну (1994 рік) ( Memory and Dream )
- Покинуті небеса (1998 рік) ( Someplace to Be Flying )
- Вовча тінь (2001 рік) ( The Onion Girl )
- Блукаючі вогні (2002 рік) ( Waifs and Strays )
- Привиди в мережі (2003 рік) ( Spirits in the Wires )
- Нереальна пригода (2010 рік) ( Little (Grrl) Lost )

### Твори англійською мовою
Романи
- The Riddle of the Wren (1984)
- Moonheart  (1984)
- The Harp of the Grey Rose (1985)
- Mulengro: A Romany Tale (1985)
- Yarrow (novel) | Yarrow  (1986)
- Jack, the Giant Killer  (1987) (перевиданий у  Jack of Kinrowan )
- Greenmantle  (1988)
- Wolf Moon  (1988)
- Svaha  (1989)
- The Valley of Thunder  (в «The Dungeon», 3-му томі «Dungeon series» Філіпа Хосе Фармера англ. Philip José Farmer) (1989)
- The Hidden City  ((в «The Dungeon», 5-му томі «Dungeon series» Філіпа Хосе Фармера англ. Philip José Farmer)) (1990)
- The Fair in Emain Macha  (1990)
- Drink Down the Moon  (1990) (перевиданий у  Jack of Kinrowan )
- Angel of Darkness  (вперше опублікований під псевдонімом англ. Samuel M. Key) (1990)
- The Little Country  (1991) — номінований на премію World Fantasy Award — тисяча дев'ятсот дев'яносто два
- From a Whisper to a Scream  (вперше опублікований під псевдонімом англ. Samuel M. Key) (1992)
- Into The Green  (1993)
- I'll Be Watching You  (вперше опублікований під псевдонімом англ. Samuel M. Key) (1994)
- The Wild Wood  (в «Faerielands» Брайана Фрауд англ. Brian Froud, проілюстрований Брайаном Фрауд) (1994)
- Memory and Dream  (1994)
- Trader  (1997) — номінований на премію World Fantasy Award — 1998
- Someplace to Be Flying  (1998) — номінований на премію World Fantasy Award — 1 999
- Forests of the Heart  (2000) — номінований як найкращий роман року на премії Небьюла — 2000.
- The Road to Lisdoonvarna  (2001)
- The Onion Girl  (2001) — номінований на премію World Fantasy Award — 2002
- Spirits in the Wires  (2003)
- Medicine Road  (проілюстрований  Чарльзом Вессей) (2004)
- Widdershins  (2006)
- The Mystery of Grace  (2009)
- Eyes Like Leaves  (2009)

Казки для дорослих
- The Dreaming Place  (проілюстрована Брайаном Фрауд) (1990)
- The Blue Girl  (2004)
- Little (Grrl) Lost  (2007)
- Dingo  (2008)
- The Painted Boy  (2010)

Повісті
- ' Berlin (1989)
- Our Lady of the Harbour  (1991) — номінована на премію World Fantasy Award — один тисячу дев'ятсот дев'яносто дві
- Paperjack  (1992) — номінована на премію World Fantasy Award — 1993
- Death Leaves an Echo  (частина з трилогії «Cafe Purgatoriam») (1991)
- Seven Wild Sisters  (проілюстрована  Чарльзом Вессей) (2002), номінована на премію World Fantasy Award — 2003
- A Circle of Cats  (проілюстрована  Чарльзом Вессей) (2003), номінована на премію World Fantasy Award — 2004
- Promises to Keep  (2007)

Книжки-малятка (Chapbooks)
- Ghosts of Wind and Shadow  (1991)
- Refinerytown  (2003)
- This Moment  (2005)
- Make A Joyful Noise  (2006)
- Old Man Crow  (2007)
- Riding Shotgun  (2007)
- Yellow Dog  (2008)

Розповіді, опубліковані у форматі книги
- Ascian in Rose  (1987) (перевиданий у  Spiritwalk )
- Westlin Wind  (1989) (перевиданий у  Spiritwalk )
- Ghostwood  (1990) (перевиданий у  Spiritwalk )
- Uncle Dobbin's Parrot Fair  (1991) (перевиданий у  Dreams Underfoot )
- Our Lady of the Harbour  (1991) (перевиданий у  Dreams Underfoot )
- Paperjack  (1991) (перевиданий у  Dreams Underfoot )
- Merlin Dreams in the Mondream Wood  (1992) (перевиданий у  Spiritwalk )
- The Wishing Well  (1993) (перевиданий у  The Ivory and the Horn )
- The Buffalo Man  (1999) (перевиданий у  Tapping the Dream Tree )

Книжки з картинками
- A Circle of Cats  (2003)

 'Колекційні видання' 
- De Grijze Roos  («The Grey Rose») (1983)
- Hedgework and Guessery  (1991)
- Spiritwalk  (1992)
- Dreams Underfoot  (1993)
- The Ivory and the Horn  (1995)
- Jack of Kinrowan  (1995)
- Moonlight and Vines  (1999)
- The Newford Stories  (1999) (включає розповіді із збірок  Dreams Underfoot ,  The Ivory and the Horn  і  Moonlight and Vines )
- Triskell Tales  (2000)
- Waifs and Strays  (2002)
- Tapping the Dream Tree  (2002)
- A Handful of Coppers  (збірки ранніх оповідань, том 1: Heroic Fantasy) (2003)
- Quicksilver & Shadow  (збірки ранніх оповідань, том 2) (2004)
- The Hour Before Dawn  (2005)
- Triskell Tales 2  (2006)
- What the Mouse Found  (2008)
- Woods and Waters Wild  (2009)
- Muse and Reverie  (2009)
- The Very Best of Charles de Lint (2010, Tachyon Publications)

 «Ньюфордська серія»
- The Dreaming Place  (1990)
- From a Whisper to a Scream  — авторство спочатку приписувалося Семюелю М.Кею (англ. Samuel M. Key) (1992)
- Dreams Underfoot  (1993)
- I'll Be Watching You  — авторство спочатку приписувалося Семюелю М.Кею (англ. Samuel M. Key) (1994)
- Memory and Dream  (1994)
- The Ivory and the Horn  (1995)
- Trader  (1997)
- Someplace to be Flying  (1998)
- Moonlight and Vines  (1999)
- The Newford Stories  (1999) (об'єднує  Dreams Underfoot ,  The Ivory and the Horn  і  Moonlight and vines )
- Forests of the Heart  (2000)
- The Onion Girl  (2001)
- Seven Wild Sisters  (2002)
- Tapping the Dream Tree  (2002)
- Spirits in the Wires  (2003)
- Medicine Road  (2003)
- A Circle of Cats  (2003) (задумувалася і написана як дитяча книга)
- The Blue Girl  (2004)
- The Hour Before Dawn  (2005)
- Widdershins  (2006)
- Promises to Keep  (2007)
- Old Man Crow  (2007)
- Dingo  (2008)
- Muse and Reverie  (2009)

Дати публікацій взяті з офіційного сайту Чарльза де Лінта [Архівовано 31 березня 2022 у Wayback Machine.] (англ.)

### Мініатюри
- «The Valley of the Troll» (опублікована в  Sword and Sorceress I , першому томі антології фентезі  Sword and Sorceress  (1984)
- «Cold Blows The Wind» (опублікована в  Sword and Sorceress II ) (1985)
- «The Weeping Oak» (опублікована в  Sword and Sorceress IV ) (1987)
- «Into the Green» (опублікована в  Sword and Sorceress V ) (1988)
- «One Chance» — опублікована в збірнику  Werewolves  під редакцією Джейн Йолін (англ. Jane Yolen) і Мартіна Грінберга (англ. Martin H. Greenberg); репринтне видання — у серії Брюса Ковілл (англ. Bruce Coville)  Book of Spine Tinglers  (1988).
- The Butter Spirit's Tithe  (2004) — опубліковано в Emerald Magic.